# Gianluca Pierobon
Gianluca Pierobon, nacido el 2 de marzo de 1967 en Gallarate, es un ciclista italiano ya retirado  que fue profesional de 1989 a 1998. Destacó su triunfo de etapa en el Giro de Italia 1991. 

## Palmarés

### Ruta
1991
- 1 etapa del Giro de Italia

1994
- 1 etapa de la Vuelta a Suiza
- 1 etapa de la Vuelta a Aragón

1995
- 1 etapa de la Tirreno-Adriático

### Ciclocrós
1992
- 3º en el Campeonato de Italia de Ciclocrós

## Resultados en Grandes Vueltas y Campeonatos del Mundo
Durante su carrera deportiva ha conseguido los siguientes puestos en las Grandes Vueltas y en los Campeonatos del Mundo en carretera:
| Carrera         | 1989 | 1990 | 1991 | 1992 | 1992 | 1993 | 1994  | 1995 | 1996 | 1997  | 1998 |
| --------------- | ---- | ---- | ---- | ---- | ---- | ---- | ----- | ---- | ---- | ----- | ---- |
| Giro de Italia  | -    | 85.º | Ab.  | -    | -    | Ab.  | -     | -    | -    | -     | -    |
| Tour de Francia | -    | -    | -    | -    | -    | -    | -     | -    | -    | 133.º | -    |
| Vuelta a España | -    | -    | -    | -    | -    | -    | 104.º | -    | -    | -     | -    |
| Mundial en Ruta | -    | -    | -    | -    | -    | -    | -     | -    | -    | -     | -    |